# 홍산 동아다방
홍산 동아다방은 충청남도 부여군 홍산면에 있다. 2015년 10월 30일 부여군의 향토문화유산 제125호로 지정되었다.